# UV (음악 그룹)
UV는 대한민국의 음악 그룹으로, 유세윤과 뮤지로 구성되어 있다.

## 방송
- 2020년 TV조선 《신청곡을 불러드립니다 - 사랑의 콜센타》
- 2019년 유튜브 《최자로드》
- 2019년 JTBC 《아는형님》
- 2019년 Mnet《더콜 시즌2》
- 2014년 Mnet 《트로트 엑스》

## 음반 목록
EP
- 2010: 집행유애 (Back To The Dance)
- 2012: ARTIST

싱글
- 2010: Do You Wanna Be Cool?
- 2010: Mom
- 2010: 연예인 D.C
- 2011: 이태원 프리덤
- 2011: Who am I
- 2011: 문나이트90
- 2011: 트랄랄라
- 2012: 소셜함쏭
- 2013: 너 때문에
- 2013: 설마 아닐거야
- 2015: 조개구이
- 2016: 오예스

OST
- 2010: 주선해줘
- 2010: 편의점
- 2014: 플랜맨 OST

## 수상 목록
- 2010년 제4회 Mnet 20's Choice 가장 영향력 있는 스타 20인